# Submicrovelia
Submicrovelia is een geslacht van wantsen uit de familie beeklopers (Veliidae). Het geslacht werd voor het eerst wetenschappelijk beschreven door Poisson in 1951.

## Soorten
Het genus bevat de volgende soort:

- Submicrovelia gubernacula Poisson, 1951